# Thung lũng Tách giãn Lớn, Kenya

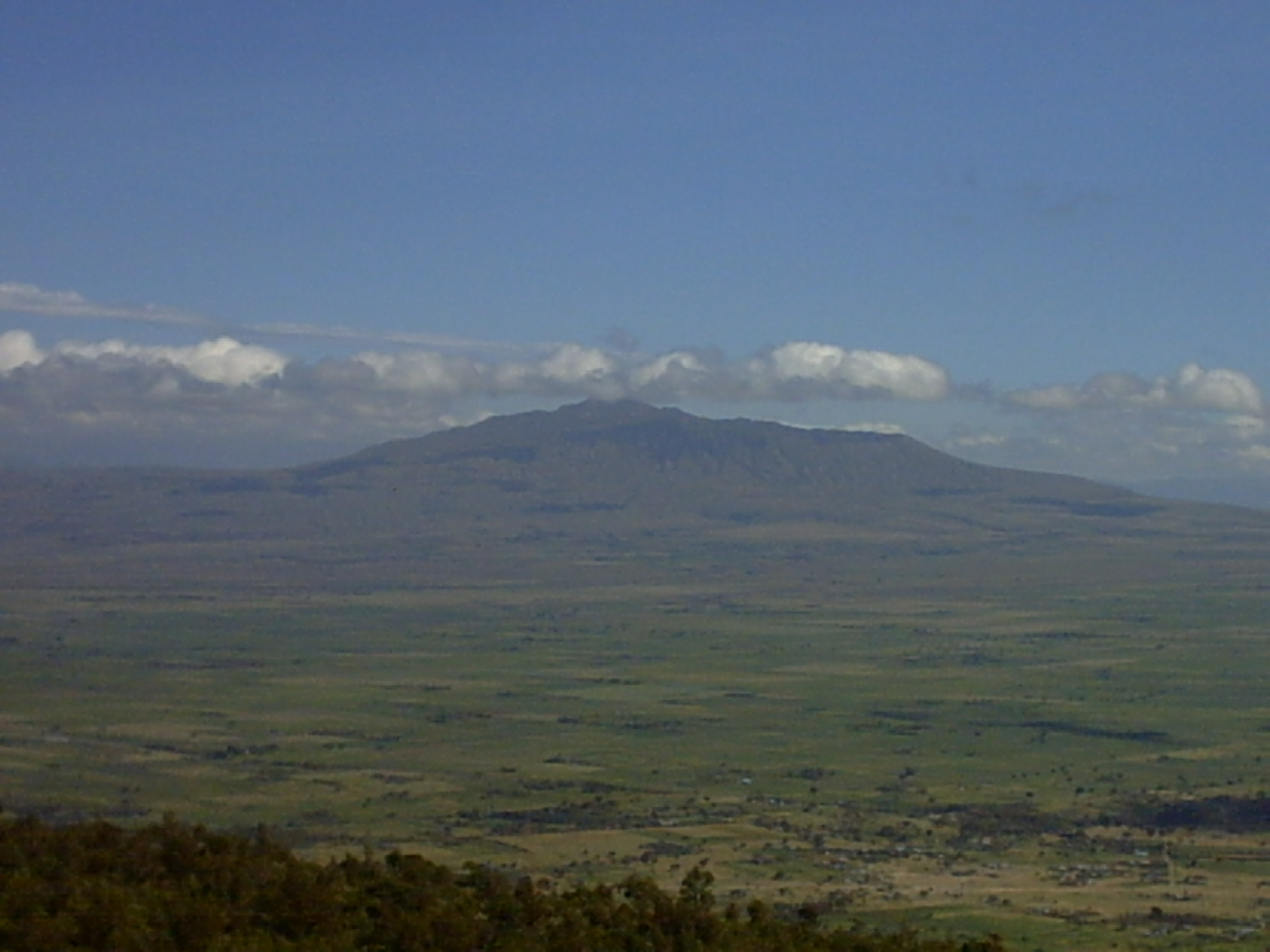
Mount Longonot

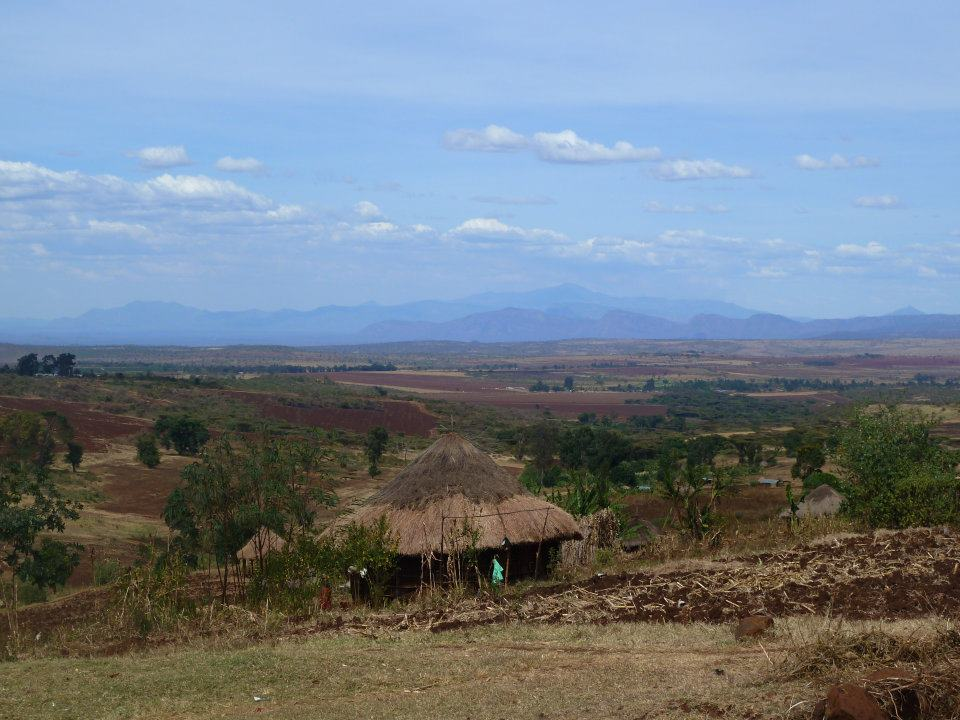
Phía xa là Uganda, nhìn từ làng Cherubei, Kenya.

Thung lũng Tách giãn Lớn là một phần của hệ thống núi nội lục chạy hướng Bắc - Nam tại Kenya. Nó là một phần của Đới tách giãn Gregory, nhánh phía đông của Đới tách giãn Đông Phi, bắt đầu từ Tanzania ở phía nam tới Ethiopia ở phía bắc. Nó được hình thành trên "Kenya Dome" một kiến tạo địa chất được tạo nên bởi ba mảng kiến tạo chính là Ả Rập, Nubian và Somalia. Trong quá khứ, nó được xem là một phần của Thung lũng tách giãn Lớn chạy từ Madagascar đến Syria. Hầu hết thung lũng Tách giãn Lớn nằm trong tỉnh cũ Rift Valley.
Khu vực này bao gồm Cherangani Hills và chuỗi các núi lửa, một trong số đó vẫn còn hoạt động. Tại đây có khí hậu ôn hòa, nhiệt độ thường không quá 28 °C (82 °F). Hầu hết lượng mưa là vào tháng 6 và tháng 10-11.  Tugen Hills ở phía tây của hồ Baringo là nơi chứa các hóa thạch được bảo quản trong các dòng dung nham có niên đại 14-4.000.000 năm trước. Đó chính là các hóa thạch của vượn nhân, tổ tiên của con người hiện đại. 

## Đặc điểm

Núi lửa chính và hồ trong thung lũng.

Thung lũng được bao bọc bởi các dãy núi ngăn cách về phía đông và phía tây. Bề mặt bị phá vỡ bởi một loạt các hồ và các núi lửa, một số trong đó vẫn còn hoạt động. Một trong số các loại đất ở đây là Andisol, một loại đất đai màu mỡ được hình thành nhờ hoạt động núi lửa tương đối gần đây.
Hồ Turkana nằm ở tận cùng phía bắc của Thung lũng Tách giãn Lớn Kenya. Hồ Turkana cũng là nơi có một số ngọn núi lửa nằm trong nó. Thung lũng Suguta là một phần khô cằn của Thung lũng Tách giãn Lớn nằm về phía nam của hồ Turkana. Núi lửa hình khiên Emuruangogolak nằm giữa thung lũng về phía nam của Suguta, về phía nam núi Silali và Paka. Paka là một ngọn núi lửa hình khiên có hoạt động địa nhiệt trên diện rộng. Phía nam của Paka là núi Korosi, hồ Baringo và hồ Bogoria. Menengai là một ngọn núi lửa hình khiên khổng lồ trong thung lũng Tách giãn Lớn với một miệng núi lửa hình thành khoảng 8.000 năm trước đây.  Đứng từ đây phóng tầm mắt về phía nam là hồ Nakuru. Khu vực này cũng bao gồm hồ Elementaita, núi Kipipiri và hồ Naivasha.
Vườn quốc gia Hell's Gate là một khu vực bảo vệ nằm ở phía nam hồ Naivasha. Trong những năm 1900, khi núi lửa Longonot phun trào, tro bụi của nó có thể cảm nhận được ở Hell's Gate. Longonot là một núi lửa dạng tầng im lìm nằm ở phía đông nam của hồ Naivasha. Suswa là một núi lửa hình khiên nằm giữa Narok và Nairobi. Dung nham chảy ra từ các vụ phun trào gần đây nhất khiến thảm thực vật chưa nhiều, và có thể là không có loài thực vật nào trên trăm năm tuổi.  Magadi là một hồ tận cùng nhất về phía nam trong trong Thung lũng Tách giãn Lớn tại Kenya, mặc dù điểm cuối của nó là ở phía bắc của Hồ Natron ở Tanzania.
Vách đá Elgeyo tạo thành bức tường phía tây của thung lũng. Thung lũng Kerio nằm giữa Tugen Hills và vách đá ở độ cao 1.000 mét (3.300 ft) chạy dọc theo rìa phía tây của thung lũng Tách giãn Lớn phía hồ Naivasha. Tuy nhiên, về phía nam là phần thuộc vách Nguruman dài khoảng 50 km chạy theo hướng Tây bắc. Rìa phía bắc của nó cách khoảng 120 kilômét (75 mi) về phía tây nam Nairobi, trong khi rìa phía nam gần biên giới với Tanzania, ở góc phía tây bắc của hồ Natron. Dải Aberdare tạo thành một phần của vành đai phía đông thung lũng Tách giãn Lớn ở phía bắc của Nairobi. Núi Satima nằm ở cuối phía bắc của dãy núi Aberdare và là điểm cao nhất của dãy, còn núi Kinangop ở cuối phía nam là đỉnh cao thứ hai. Các ngọn núi tạo thành một sườn núi giữa hai đỉnh núi này. Ngong Hills là đỉnh trong một sườn núi dọc theo phía đông của thung lũng Tách giãn Lớn, nằm ở phía tây nam gần Nairobi.

## Hệ thống hồ
Tại Kenya có tổng cộng 64 hồ nước, chiếm 9,5% tổng số các hồ trên lục địa châu Phi.  Tám hồ trong số đó tạo nên hệ thống các hồ Kenya trong Thung lũng Tách giãn Lớn. Từ bắc tới nam, tên của các hồ này lần lượt là: Hồ Turkana, Logipi, Baringo, Bogoria, Nakuru, Elementaita, Naivasha và Hồ Magadi. Trong số các hồ này, chỉ có hồ Baringo và Naivasha là hồ nước ngọt 

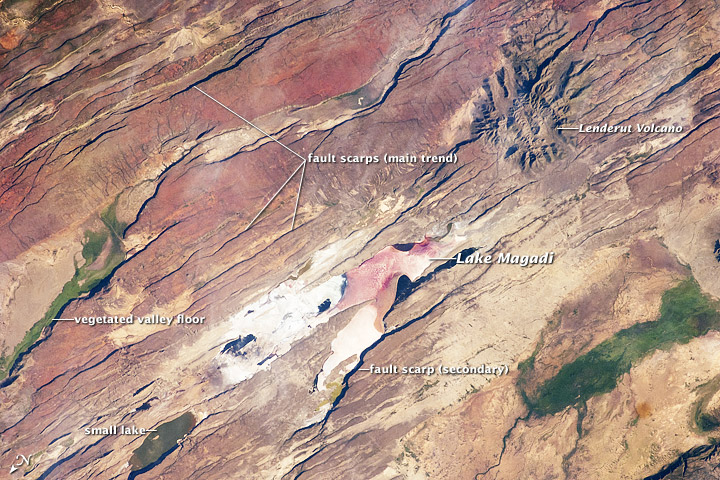
Đới tách giãn Đông Phi, Kenya ISS 2012

Hồ Turkana ở tận cùng phía bắc của thung lũng, có chiều dài 250 kilômét (160 mi), rộng từ 15 kilômét (9,3 mi) tới 30 kilômét (19 mi) và sâu nhất đạt 125 mét.  Hầu hết các hồ khác đang khô cạn dần và thoát nước kém, do đó đã trở thành các hồ kiềm. Đây là các hồ giàu tảo lam, nuôi dưỡng các loài ấu trùng côn trùng, động vật giáp xác nhỏ và là nguồn thức ăn quan trọng của Hồng hạc nhỏ. Trong khi ấu trùng và động vật giáp xác là thức ăn cho cá và Hồng hạc lớn. 
Trona là một khoáng chất bay hơi được sử dụng cho sản xuất natri cacbonat, đã được khai thác tại hồ Magadi trong gần 100 năm qua. Ước tính mỗi năm khai thác được khoảng 250.000 tấn. Các khoáng sản quý khác như Ruby và Sapphire hồng đã được tìm thấy và khai thác từ các khu vực xung quanh hồ Boringo. Năm 2004, hơn 2 kg Corundum đã được thu thập.

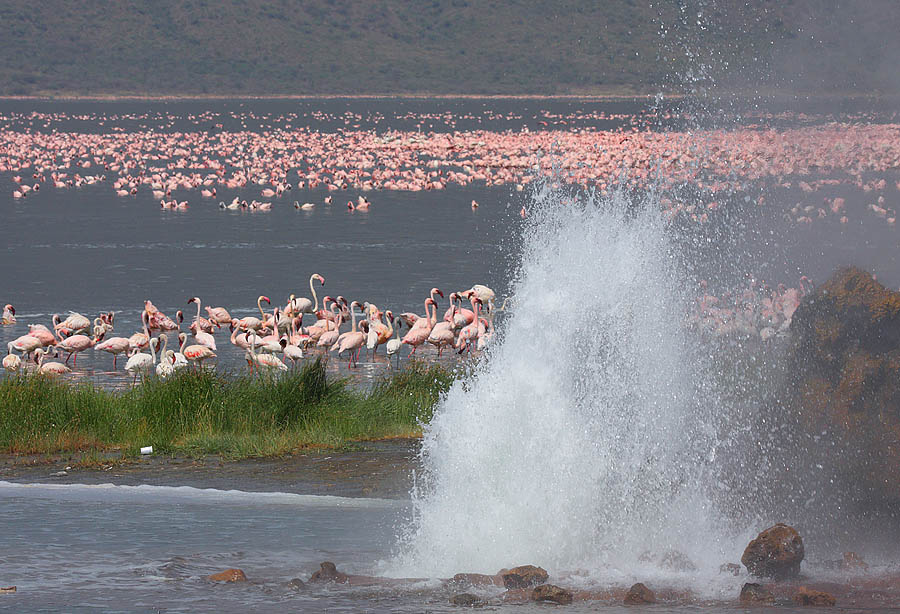
Hồ Bogoria có rất nhiều các mạch nước ngầm phun là nơi cư trú của hơn một triệu con hồng hạc.

Ba hồ kiềm nông tạo nên hệ thống hồ Kenya được UNESCO công nhận là Di sản thế giới bao gồm hồ Bogoria rộng 10.700 hécta (26.000 mẫu Anh), hồ Nakuru rộng 18.800 hécta (46.000 mẫu Anh) và Elementaita rộng 2.534 hécta (6.260 mẫu Anh). Hệ thống ba hồ này tạo thành một trong những khu vực có quần thể chim đa dạng nhất trên thế giới. Nơi đây là nhà của 13 loài chim bị đe dọa trên toàn cầu. Nó là nơi làm tổ và sinh sản quan trọng của bồ nông trắng lớn, và là khu vực kiếm ăn quan trọng nhất của hồng hạc nhỏ trên thế giới. Hệ thống này cũng là nhà của quần thể các loài chim quan trọng trên toàn cầu bao gồm Le hôi cổ đen, Mỏ thìa châu Phi, Cà kheo đen trắng, Le hôi, Cò nhạn mỏ vàng, Cà kheo cánh đen, Mòng biển đầu xám và mòng biển mỏ nhàn. 
Hệ thống các hồ Kenya là một vị trí quan trọng trên các chuyến bay từ châu Á-Đông Phi, một tuyến đường bay của số lượng lớn các loài chim di cư hàng năm từ nơi sinh sản ở phía bắc đến châu Phi. Các vùng đất xung quanh hồ là nơi trú ẩn vô cùng quan trọng của các quần thể tê giác đen, hươu cao cổ Rothschild, linh dương Kudu lớn, sư tử, báo săn và chó hoang châu Phi. Hệ thống hồ Kenya được bao quanh bởi những vách đá dựng đứng của Thung lũng Tách giãn, cung cấp một cảnh quan và cái nhìn ngoạn mục. 
Một số các hồ khác như Hồ Chew Bahir, nằm trong phần mở rộng về phía đông bắc. Hồ này nằm chủ yếu ở Ethiopia nhưng kéo dài đến Kenya vào mùa mưa. Hay Kamnarok là một hồ nước nhỏ nằm trong thung lũng Kerio.

## Hình ảnh

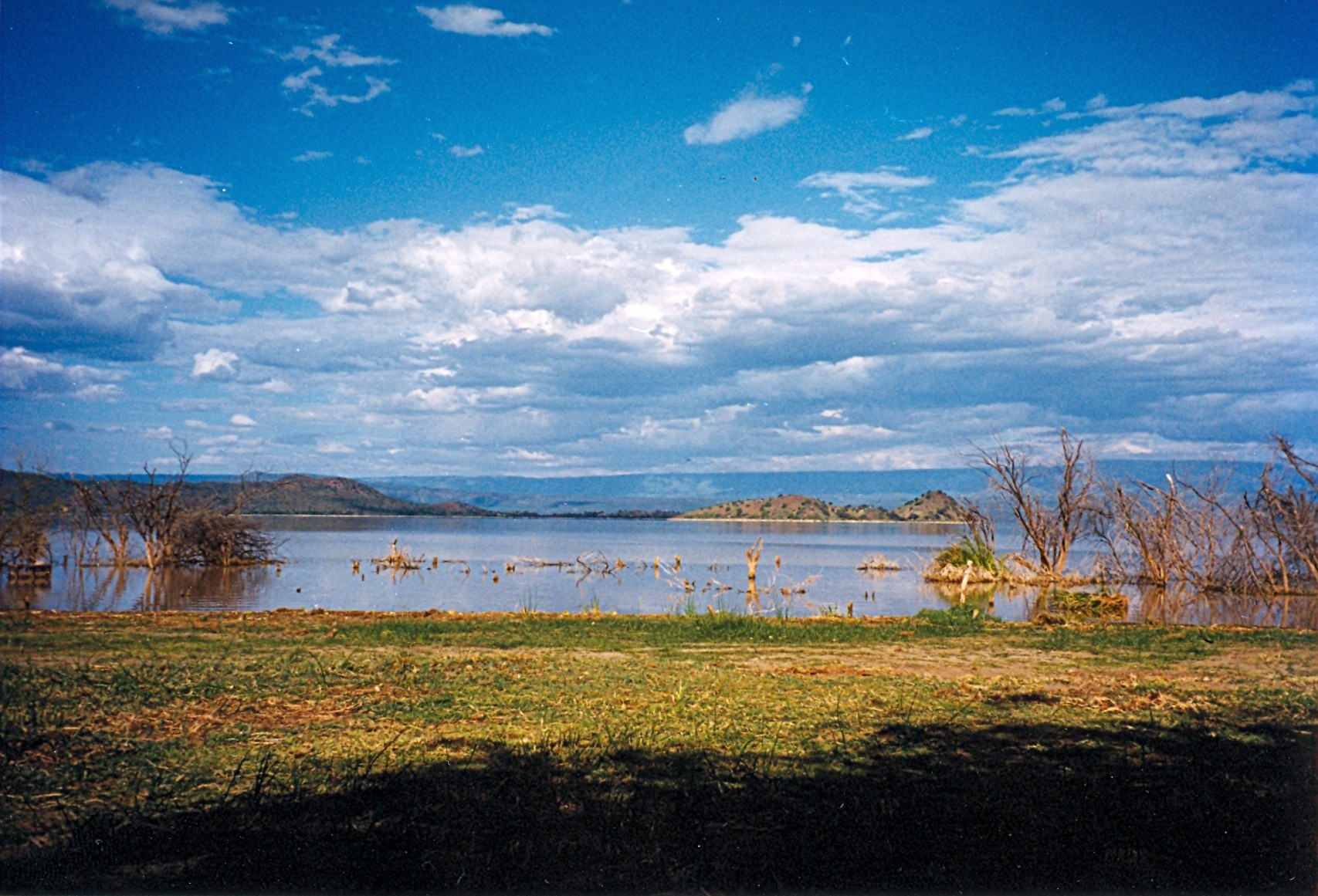
Hồ Baringo, tháng 8 năm 1999
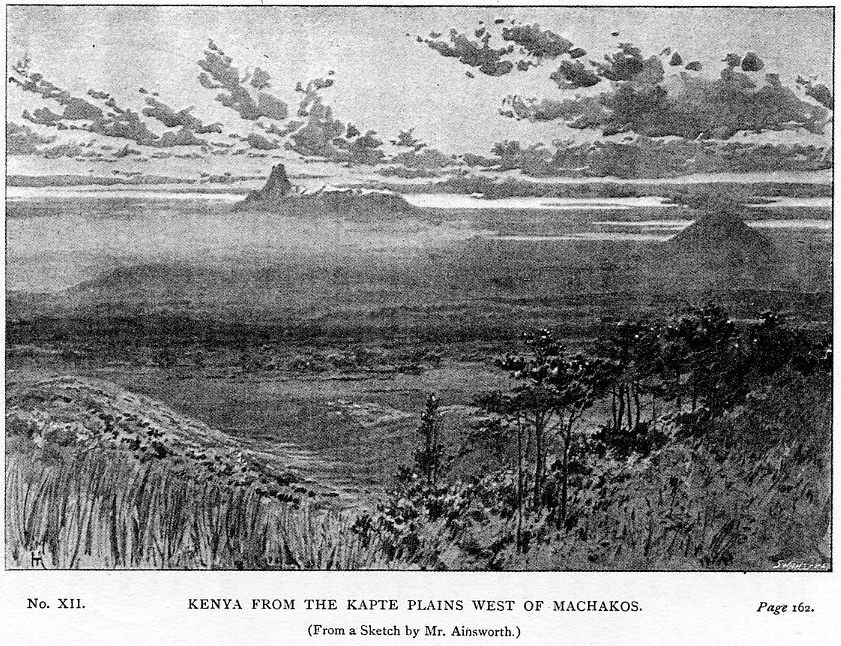
Phác thảo của John Walter Gregory trong chuyến thám hiểm Đông Phi trong năm 1992-1993. "Núi Kenya nhìn từ phía tây đồng cỏ Kapte của Machakos"
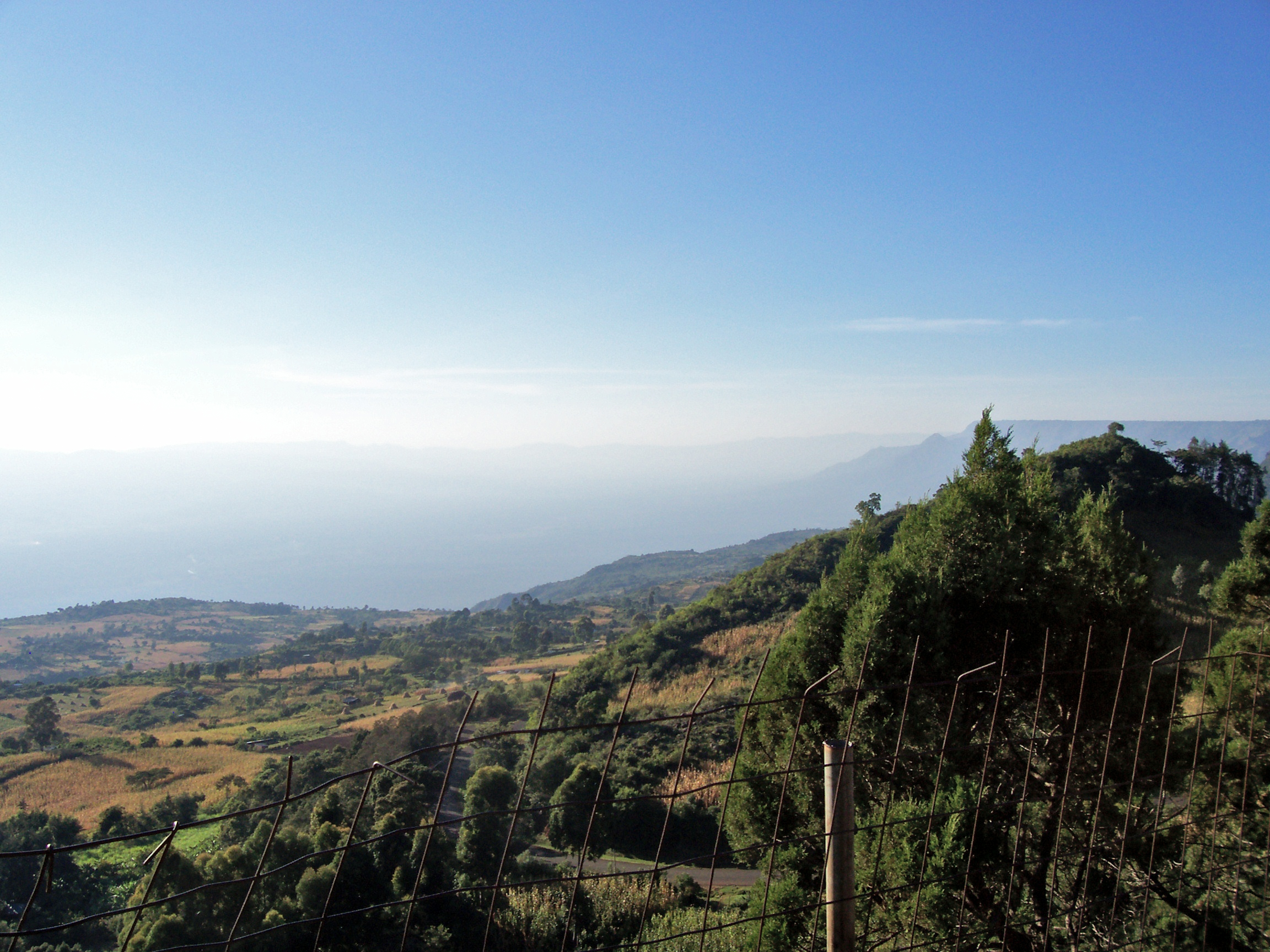
Thugn lũng Tách giãn Lớn nhìn từ gần Eldoret, Kenya vào mùa thu năm 2006
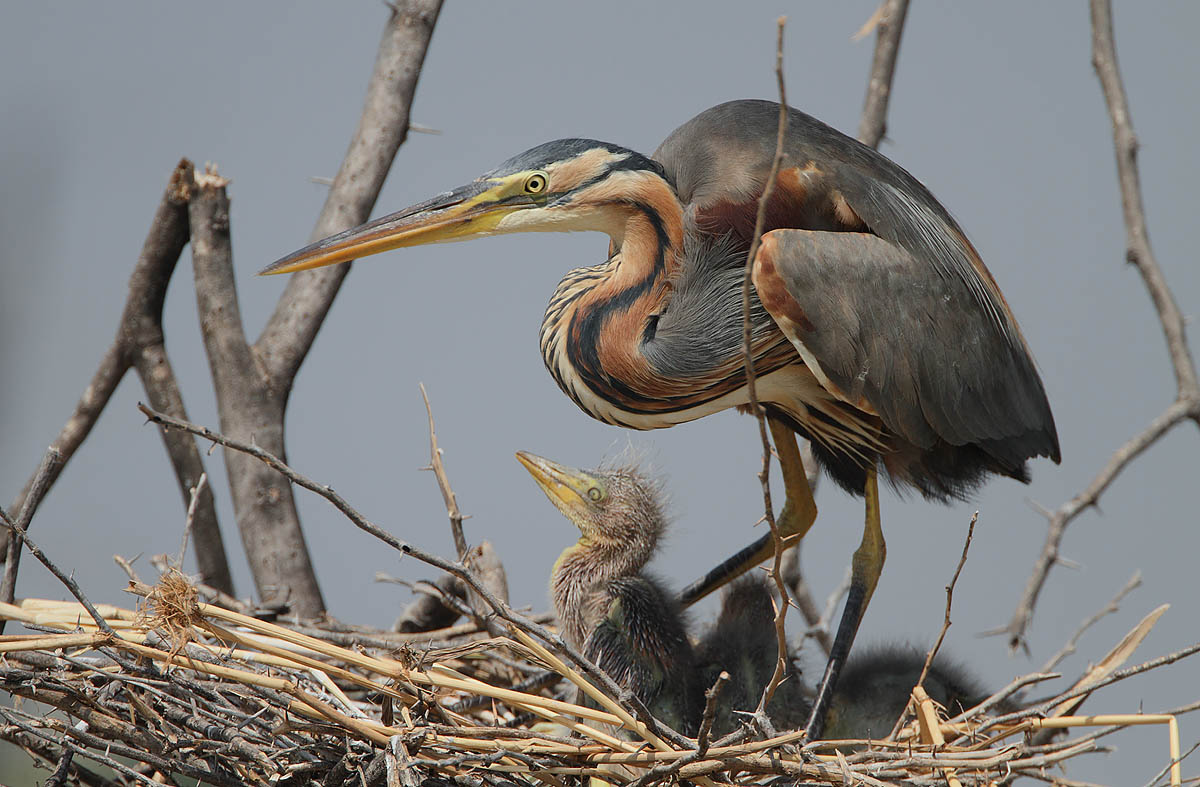
Một con Diệc lửa với những con con tại hồ Baringo.
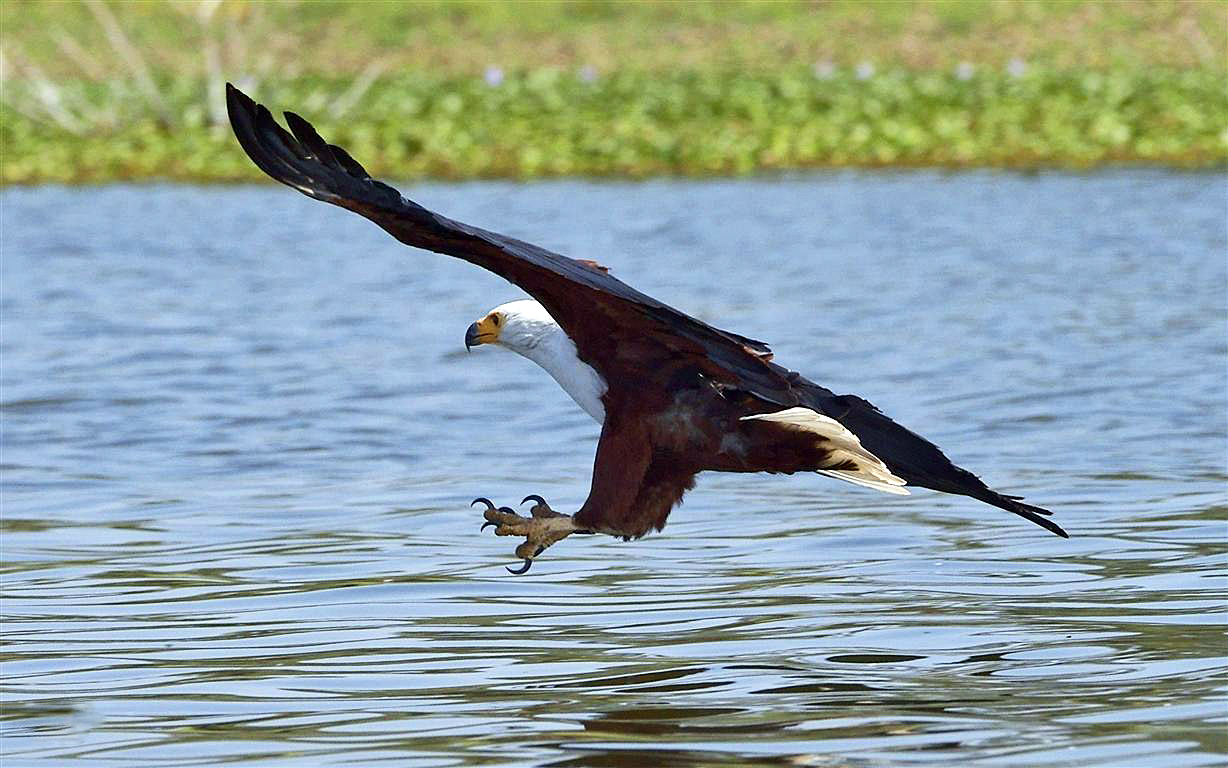
Đại bàng cá châu Phi bắt cá tại hồ Naivasha.
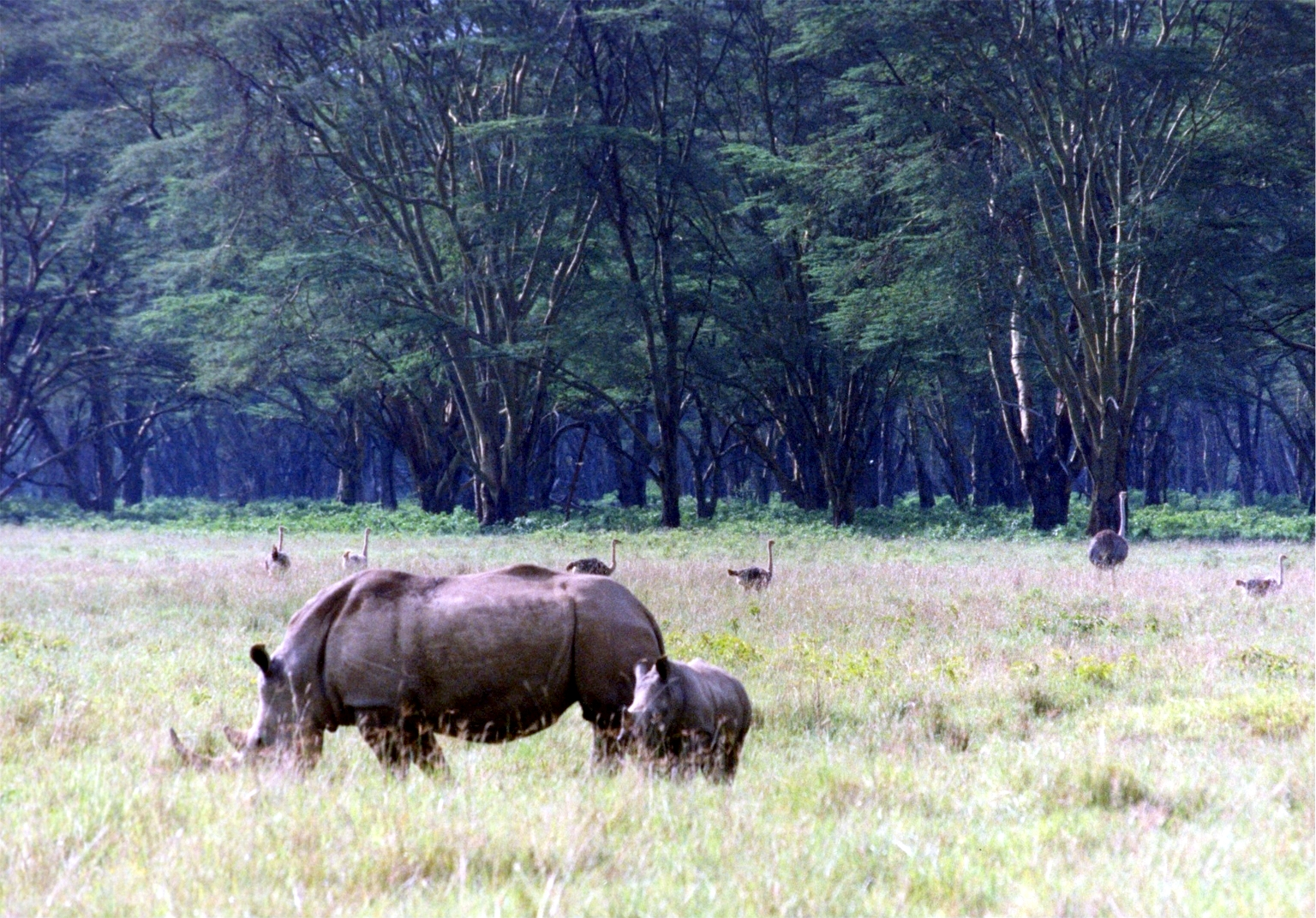
Tê giác đen tại khu vực quanh hồ Nakuru.

### Tiền sử
- Thời đại đồ đá cũ
- Người Java

### Dân tộc
- Afroasiatic Urheimat
- Tiếng Ogiek
- Tiếng Omotik
- Nguồn gốc của người Tutsi và Hutu
- Người Maasai
- Người Elgeyo
- Người Luhya

### Kinh tế
- Đường sắt Côngxoocxiom Thung lũng tách giãn
- Năng lượng tái tạo ở châu Phi
- Năng lượng địa nhiệt ở Kenya
- Lịch sử khoa học công nghệ ở châu Phi
- Du lịch Kenya
- Tổ chức Cứu trợ Y tế khẩn cấp Quốc tế
- Red Maasai
- Công ty Magadi Soda

### Nhân vật
- Colin Fletcher
- Hank Wesselman
- Saba Douglas-Hamilton
- Robert Philp
- Beryl Markham
- Kuki Gallmann

### Văn hóa
- The Great Rift: Africa's Wild Heart (phim tài liệu thiên nhiên)
- Out of Africa (phim lãng mạn)
- I Dreamed of Africa (hồi ký của Kuki Gallmann)
- Mogambo (phim phiêu lưu, lãng mạn)
- Unsinkable Seven